# Pseudoclimaciella erichsonii
Pseudoclimaciella erichsonii är en insektsart som först beskrevs av Guérin-Méneville 1844.  Pseudoclimaciella erichsonii ingår i släktet Pseudoclimaciella och familjen fångsländor. Inga underarter finns listade i Catalogue of Life.